# Mallejan

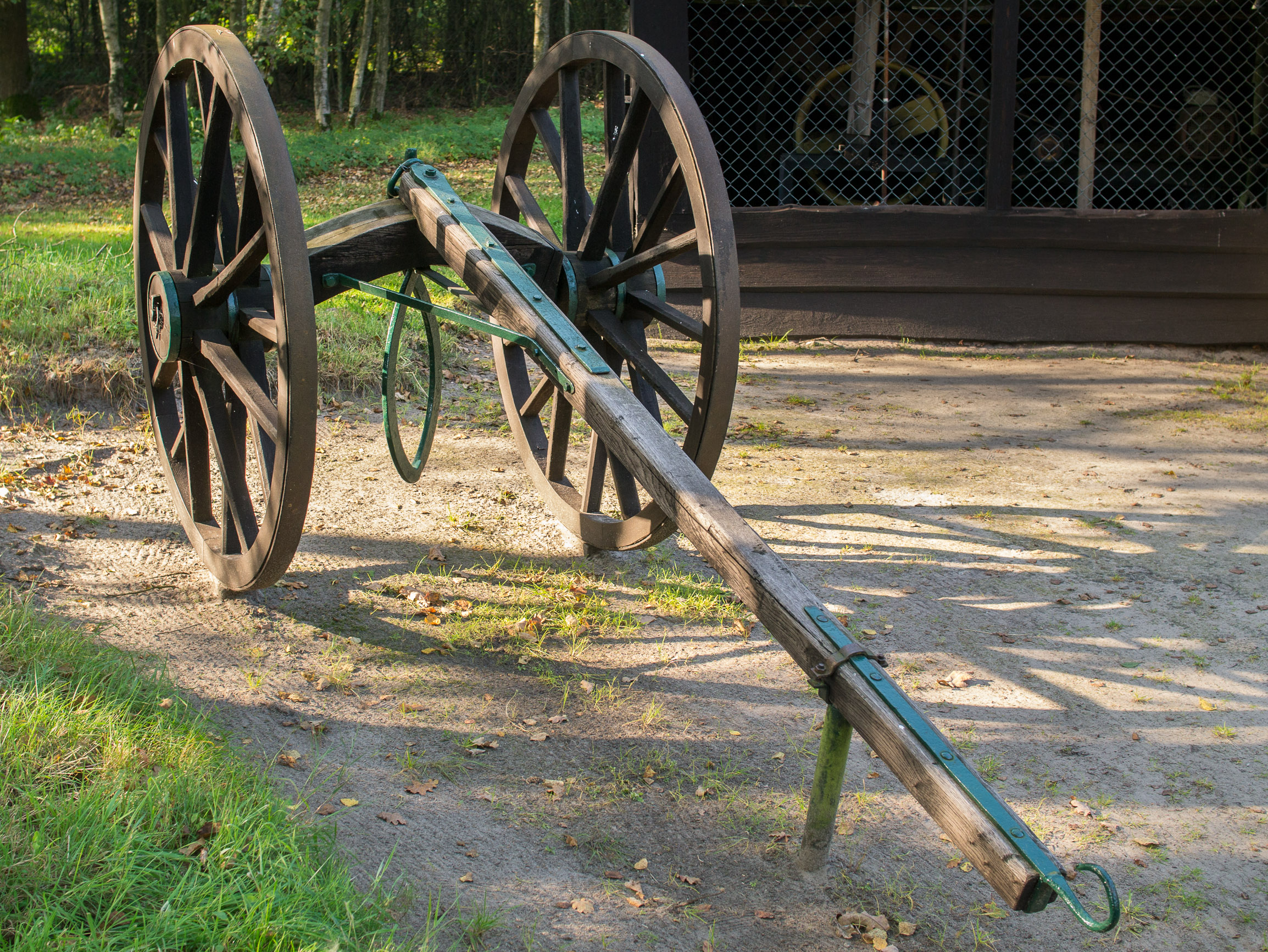
Mallejan in het Ellert en Brammertmuseum

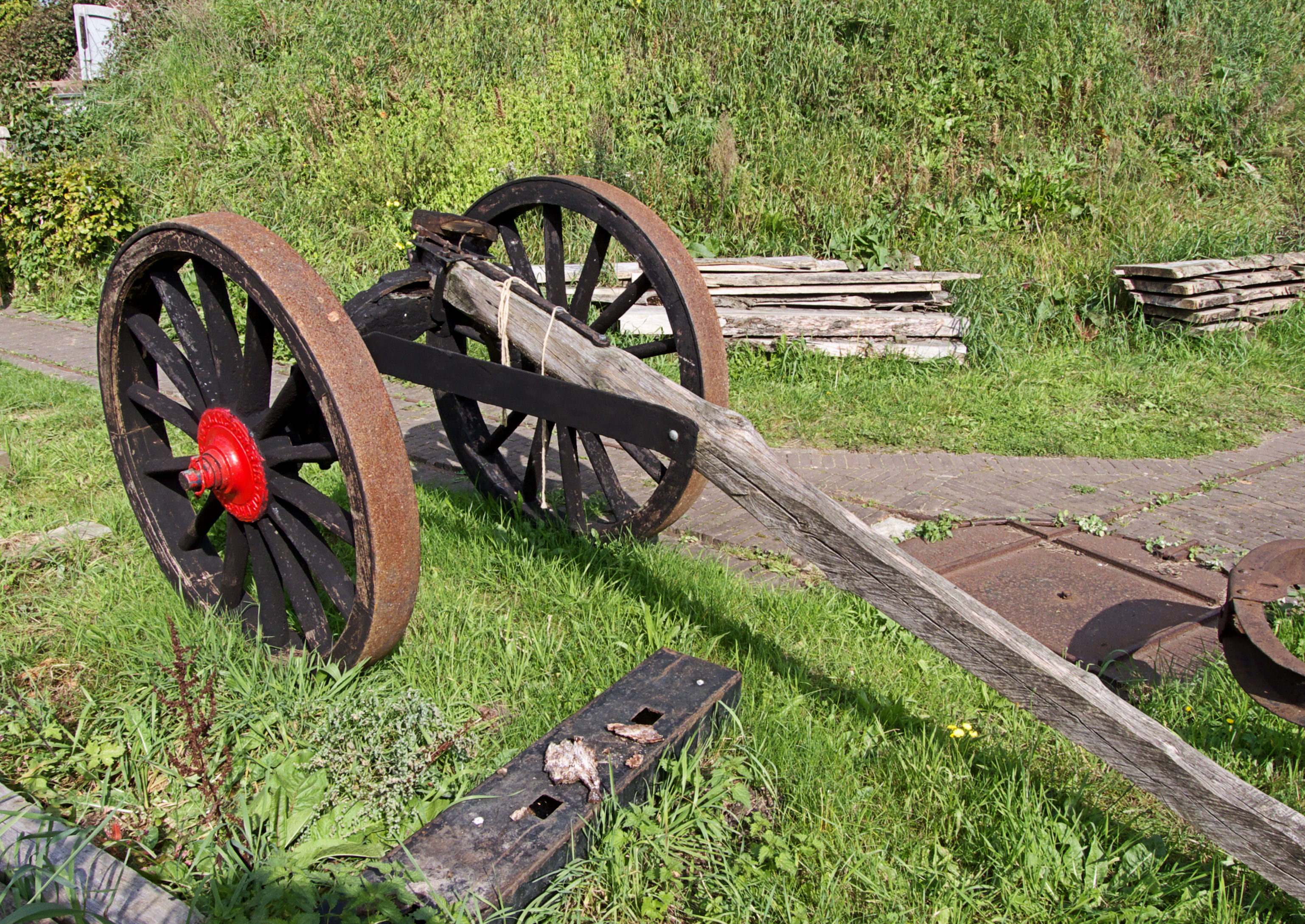
Mallejan van de Holten's Molen

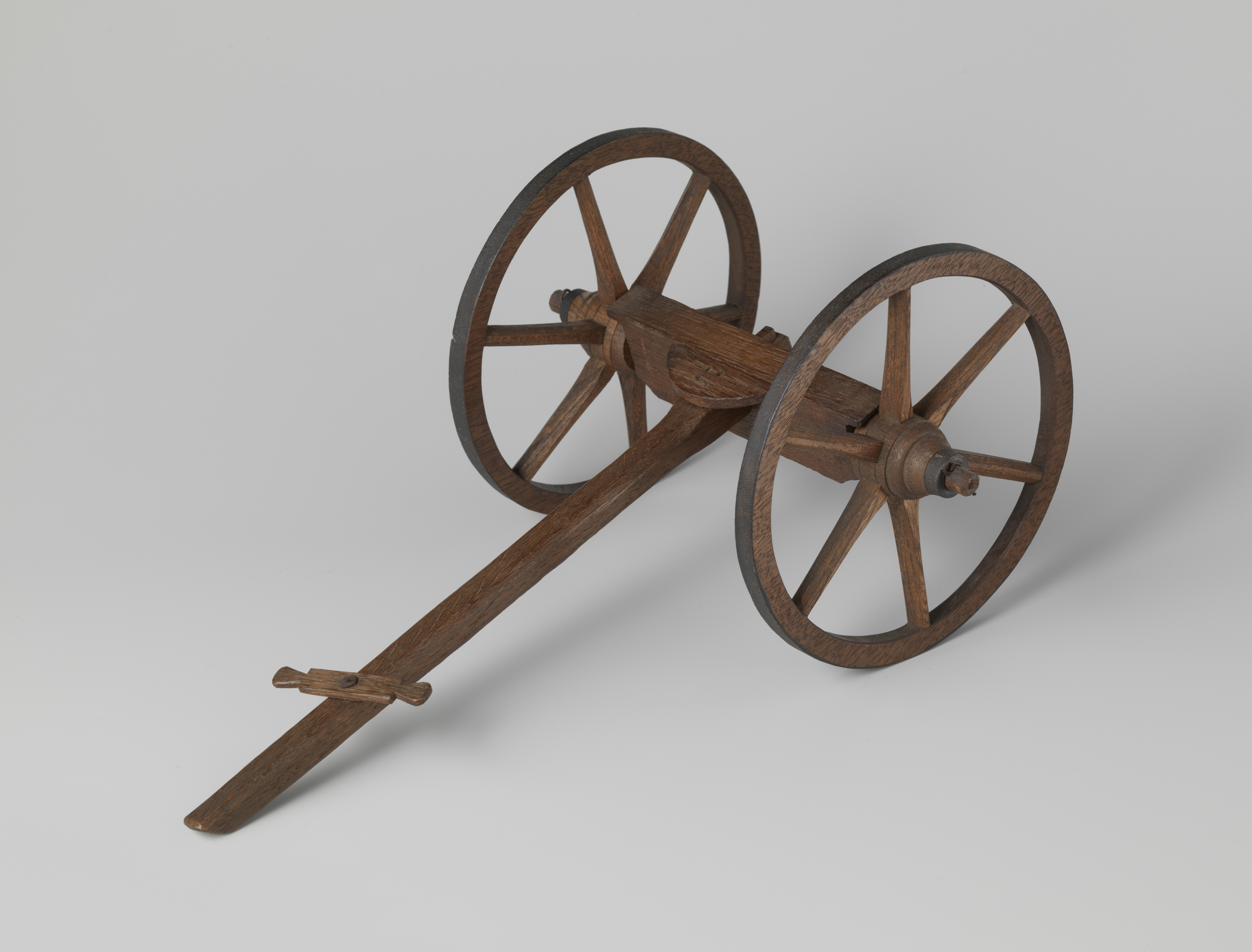
Model van een mallejan, Rijksmuseum Amsterdam

Een mallejan of boomezel is een vervoermiddel dat vroeger in de bosbouw werd gebruikt om boomstammen en andere lange voorwerpen te vervoeren. Zo werden ze bijvoorbeeld bij de gemeentetram te Amsterdam gebruikt voor transport van railstaven.

## Benaming
Het werktuig heeft verschillende benamingen die gebruikt worden in de omgangstaal. In Vlaanderen en bepaalde delen van Nederland is 'boomezel' het meest algemeen verspreide woord. Veel Nederlanders spreken echter ook over een 'mallejan'. In Frankrijk spreekt men van een 'triballe' of 'triqueballe', terwijl Engelssprekenden het hebben over 'timber Bob' of 'big wheels'. 
Secundair werd het Franse 'triballe' verbasterd overgenomen in het West-Vlaamse dialect als: 'triebol', een benaming die vrij algemeen in West-Vlaanderen wordt gebruikt. In de Antwerpse en Brabantse dialecten komt men een ganse reeks van benamingen tegen om een boomezel te benoemen. Veel van deze benamingen zijn klankverwant. De bekendste zijn: 'euts' en 'oerts'. 

## Bouw
Een mallejan bestaat uit een as met vaak bovenmaats grote wielen. 
De as is in het midden sterk gebogen. Het voertuig heeft een lange dissel die star, onder een hoek, aan de gebogen as vast zit. Wanneer de dissel recht vooruit steekt (horizontaal) wijst de bocht in de as omhoog. Wanneer het vrije uiteinde van de dissel omhoog steekt is de top van de bocht in de as laag bij de grond. 
De dissel dient als hefboom om de last van de grond te tillen. De last wordt eerst bevestigd aan de dissel bij het uiteinde dat aan de as zit. Daarna drukt men het vrije einde van de dissel omlaag, zodat de as met de boog omhoog komt te staan. De last, die bij de top van de bocht vast zit, komt mee omhoog. 
Zodra de last vrij hangt, kan hij met kettingen rond de as worden bevestigd. Afhankelijk van de lengte en het gewicht van de last hangt deze vrij of wordt deze aan de achterzijde over de grond gesleept.
Eventueel kan een tweede as worden toegevoegd. De te vervoeren bomen of rails worden dan onder de beide assen gehangen en vormen de verbinding ertussen, soms met een extra ketting. De zo gevormde constructie lijkt op een wagen. Beide assen kon met de hand richting gegeven worden. Het geheel wordt in de regel getrokken door een dubbelspan paarden.

## Collecties (Vlaanderen)
Mallejannen zijn in Vlaanderen nog op verschillende locaties bewaard:
- Collectie Bulskampveld, Beernem
- Heemmuseum 't Molenijzer, Putte
- Heemmuseum De Botermolen, Keerbergen
- Karrenmuseum, Essen
- Klompenmuseum Den Eik, Laakdal
- Museum aan de Stroom scheepvaartcollectie, Antwerpen
- Openluchtmuseum, Genk

## Afbeeldingen

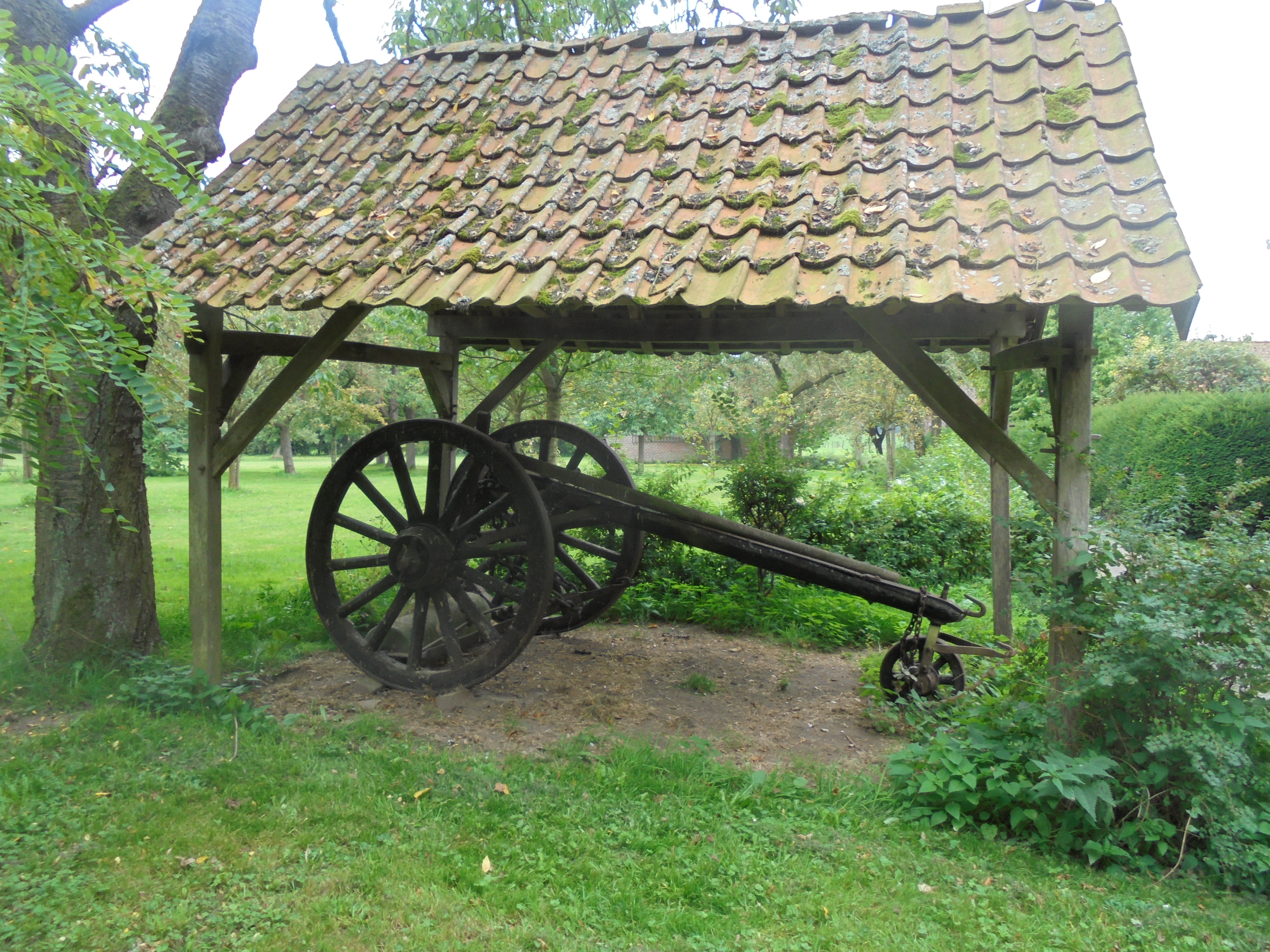
Boomezel in België
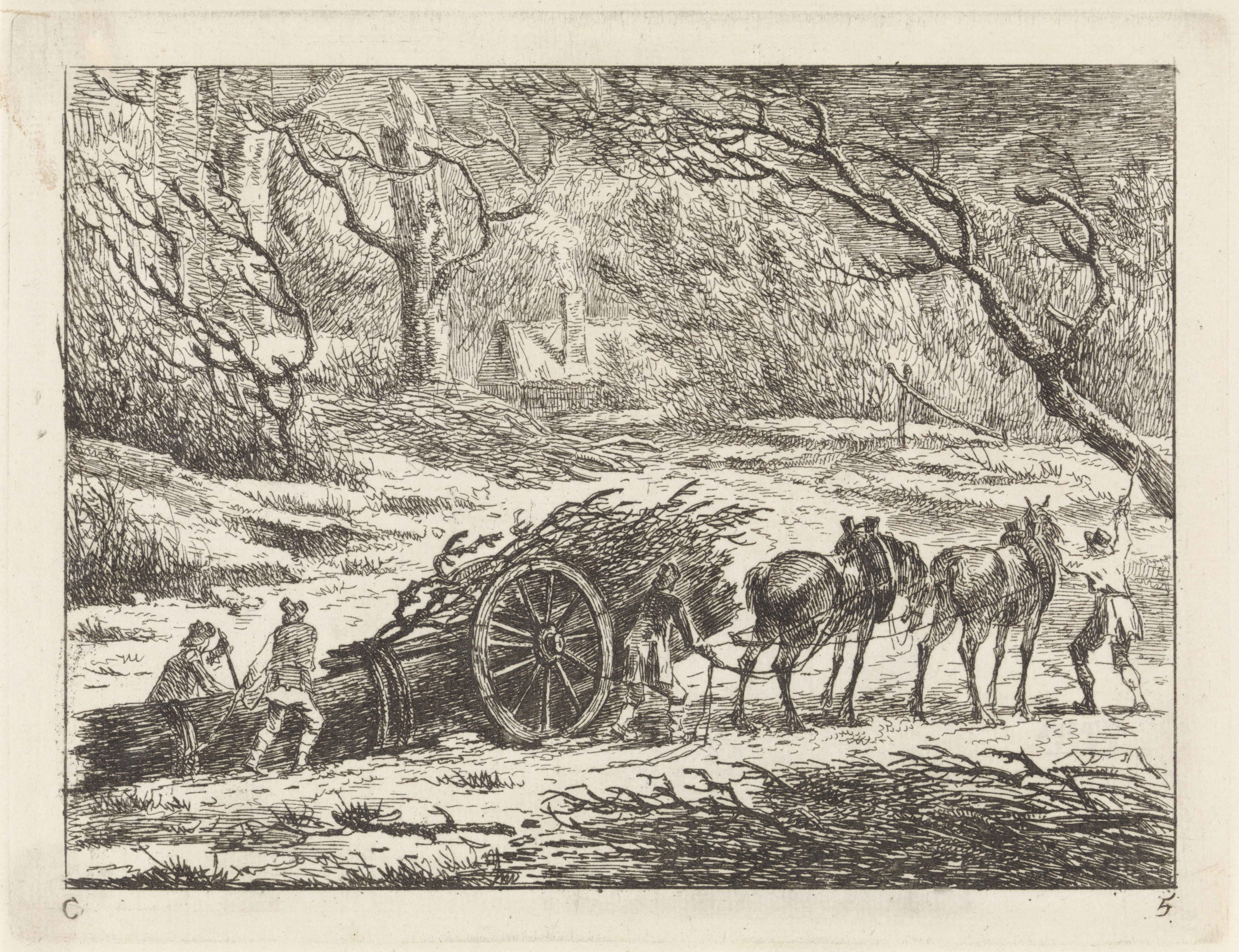
Mallejan in gebruik
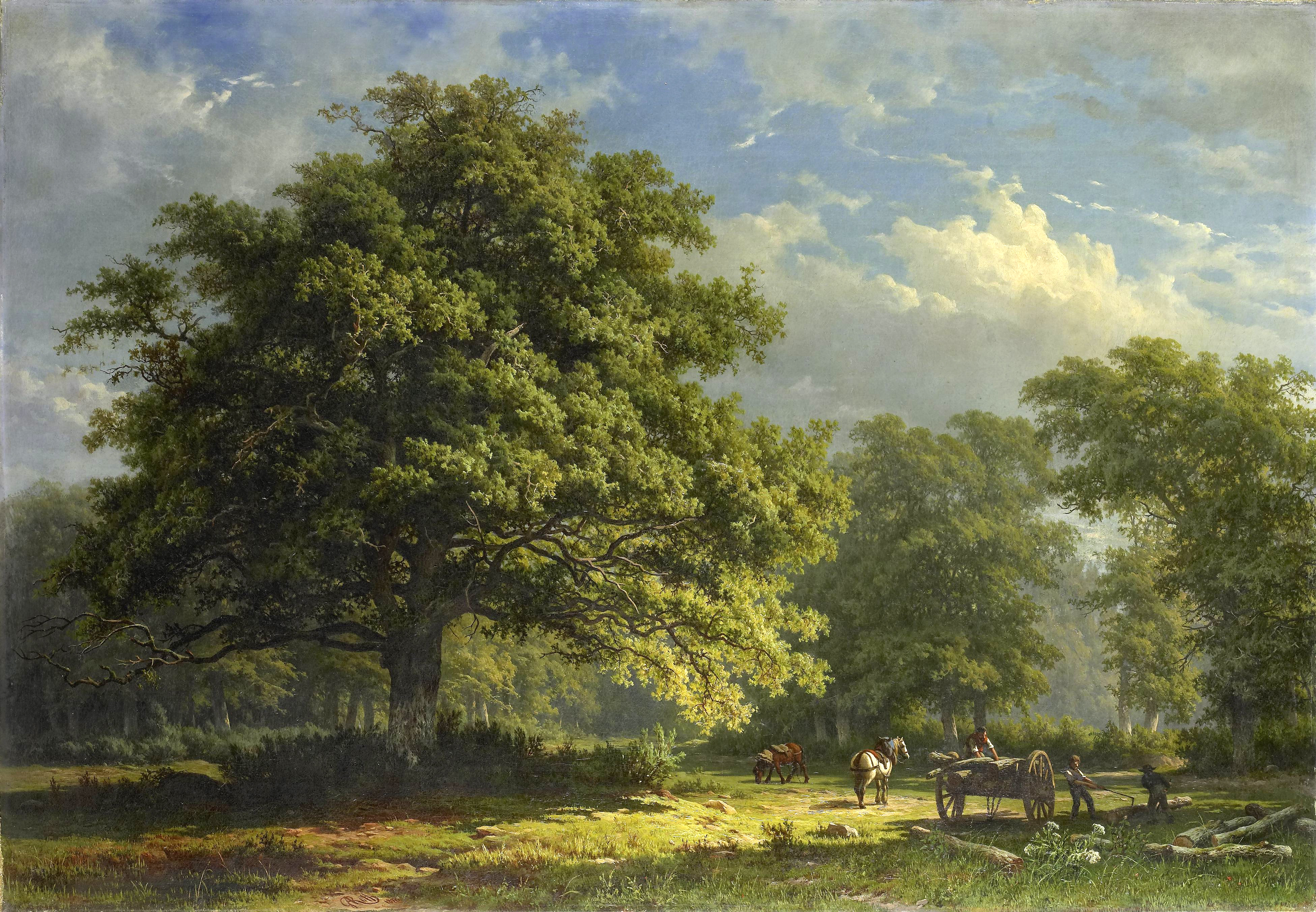
Mallejan in gebruik
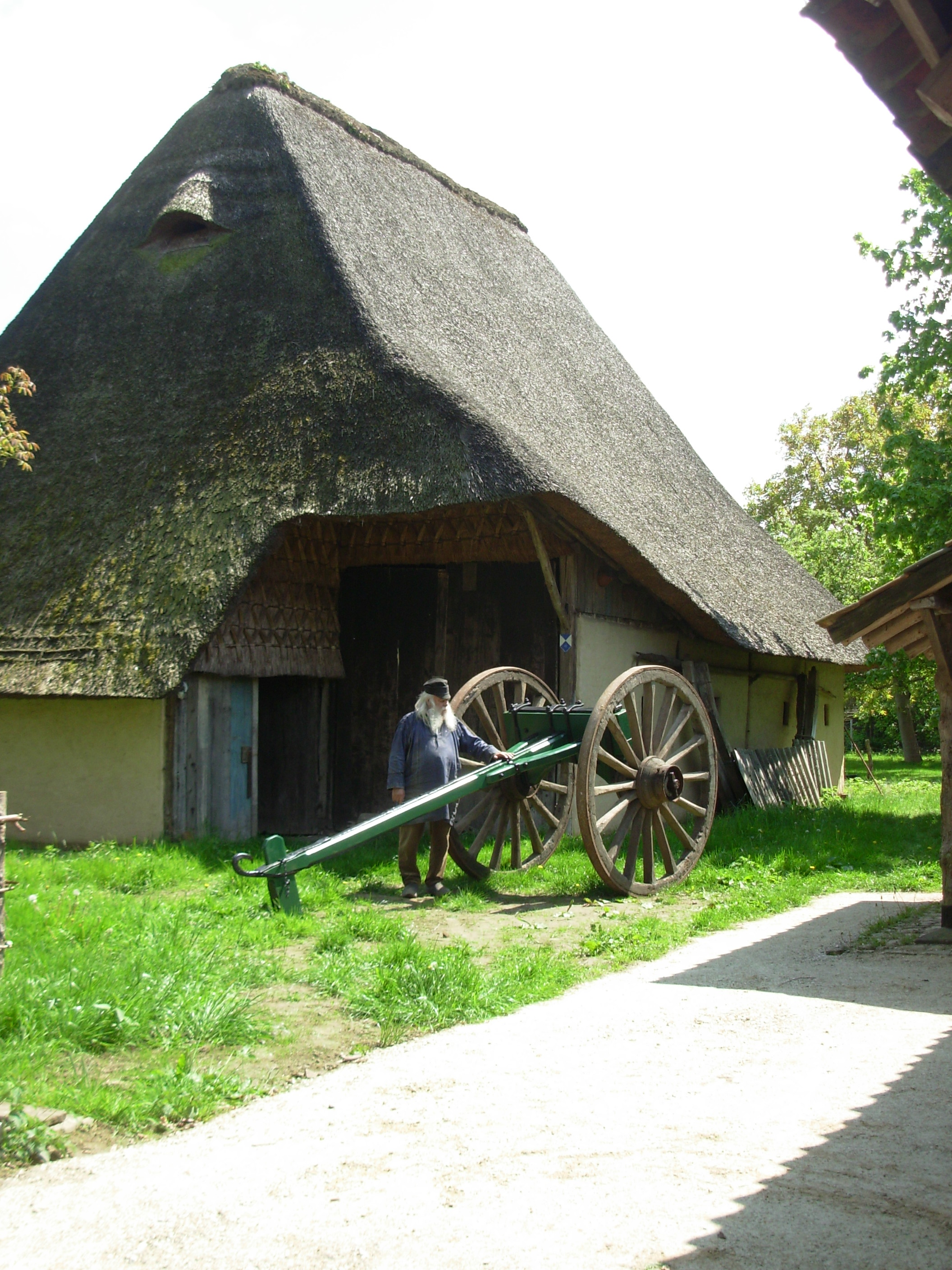
Boomezel op heemerf De Nederhinne te Broechem